# Lampetis baliana
Lampetis baliana es una especie de escarabajo del género Lampetis, familia Buprestidae. Fue descrita científicamente por Kerremans en 1900.